# John Dowsley Reid
Pour les articles homonymes, voir John Reid et Reid.
John Dowsley Reid (1er janvier 1859-26 août 1929) est un homme politique canadien de l'Ontario. Il est député fédéral conservateur de la circonscription ontarienne de Grenville-Sud de 1891 à 1904 et de Grenville de 1904 à 1921. Il est ministre dans les cabinets des premiers ministres Robert Borden et Arthur Meighen.

## Biographie
Né à Prescott dans le Canada-Ouest, Reid entre à la Chambre des communes du Canada à la suite de l'élection de 1891. Réélu en 1896, 1900, 1904 et en 1908, il entre au cabinet à titre de ministre des Douanes et du Revenu intérieur en 1911. Réélu en 1911, il conserve son ministère jusqu'en octobre 1917. Réélu en décembre 1917, il demeure au cabinet à titre de ministre des Chemins de fer et canaux auquel s'ajoute le ministre des Douanes et du Revenu intérieur par intérim (septembre-décembre 1919) et de ministre des Travaux publics par intérim (1919-1920). 
Ne représentant pas en 1921, il est nommé au Sénat du Canada afin de représenter la division sénatoriale de Grenville jusqu'à son décès en 1929.